# Kościół Santa Maria Maddalena w Rzymie
Kościół Santa Maria Maddalena (kościół św. Marii Magdaleny, oficjalnie Chiesa Rettoria Santa Maria Maddalena in Campo Marzio) – rzymskokatolicki kościół w Rzymie, w rione Colonna pod wezwaniem św. Marii Magdaleny. Należy do Zakonu Kleryków Regularnych Posługujących Chorym. Jest kościołem rektorskim w parafii Santa Maria in Aquiro.
Jest jednym z arcydzieł stylu barokowo-rokokowego w Rzymie.

## Historia
Poprzednikiem obecnego kościoła była świątynia Arcybractwa Gonfalone, zbudowana w XV wieku; w 1586 roku została ona przekazana Kamilowi de Lellis, założycielowi Zakonu Kleryków Regularnych Posługujących Chorym, który uczynił z niej siedzibę swojego zgromadzenia. Po jego śmierci w 1614 roku rozpoczęto rozbudowę i przebudowę kościoła, najpierw według projektu Carla Fontany, a później Giovanniego Antonia De Rossi. Budowę świątyni ukończono w 1699 roku. Jej obecny wygląd jest prawdopodobnie dziełem architekta Francesca Nicolettiego. W 1727 roku kościół został konsekrowany przez kardynała Giovanniego Ottoboniego. Z lewej strony wzniesiono, według projektu architekta Carla Francesca Bizzaccheriego, trzypiętrowy dom zakonny, odznaczający się surową formą.
W 1735 roku Giuseppe Sardi zrealizował utrzymaną w stylu epoki fasadę, tworząc przy pomocy detali architektonicznych grę światłocienia i wrażenie ruchu. W rezultacie poszczególnych prac budowlanych powstał homogeniczny obiekt, będący arcydziełem rzymskiego stylu barokowo-rokokowego.

## Architektura

### Fasada
Ożywiona, dwukondygnacyjna fasada, będąca wykwintnym przykładem stylu rokokowego, jest wklęsła i w całości ozdobiona sztukaterią. Po obu stronach portalu wejściowego i górnego okna znajdują się cztery nisze, które wypełniają rzeźby Św. Kamil i Św. Filip Neri w części dolnej oraz Św. Maria Magdalena i Św. Marta w części górnej. Z portalu na plac prowadzą krótkie schody. Dzieło Sardiego wzbudziło powszechną krytykę, określano je jako „nic więcej jak zły gust” lub „cukierkowy kościół”. Choć styl rokokowy uważano za niezbyt mistyczny i dlatego nie pasujący do kościoła św. Kamila, to jednak wdzięk i względna oryginalność budynku w środowisku miejskim sprawiają, że jego fasada wzbudza żywą uwagę i fascynację.

### Wnętrze
Wnętrze tworzy jedna eliptyczna nawa z transeptem i kaplicami bocznymi, zamknięta głęboką apsydą. Późnobarokowy plan architektoniczny De Rossiego został tu zintegrowany z późniejszymi, bogatymi dekoracjami rokokowymi. Światło, wpadające do wnętrza przez okna kopuły i nawy, uwydatnia polichromie i obfite złocenia, tworząc zarazem grę światła i cienia. Wzdłuż ścian nawy, w sześciu niszach ustawiono sześć posągów, wyobrażających cnoty dobrej spowiedzi: Humilis, Secreta, Simplex, Verecunda, Fidelis i Lacrymabilis.

#### Ołtarz główny

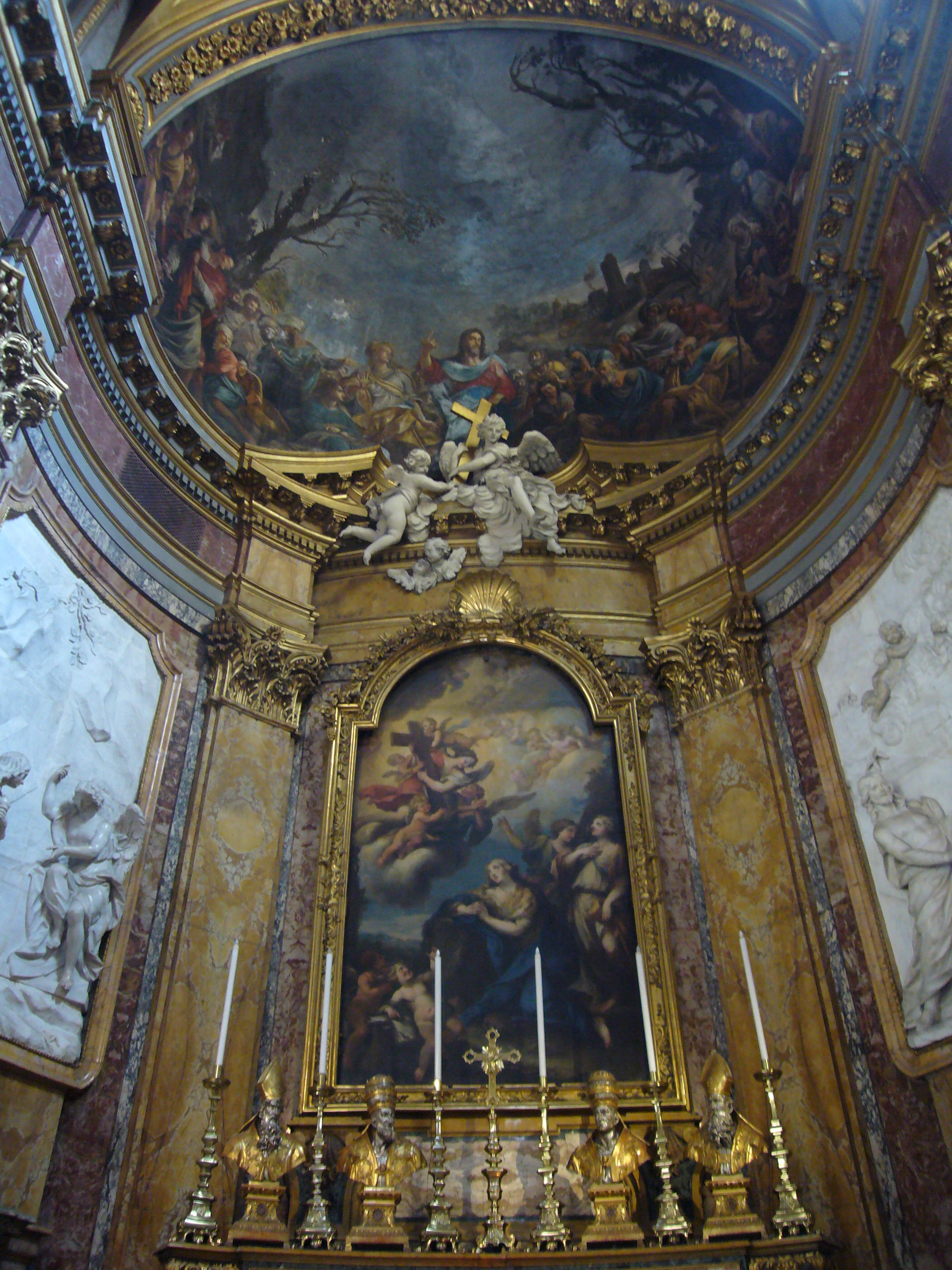
Ołtarz główny

W ołtarzu głównym znajduje się obraz Św. Maria Magdalena w modlitwie, a nad nim dekoracja rzeźbiarska Krzyż kamiliański niesiony w chwale przez aniołów. Obraz, namalowany przez Michele Roccę w 1698 roku, przedstawia na pierwszym planie klęczącą św. Marię Magdalenę, wpatrującą się razem z aniołami w krzyż. Grupa skrzydlatych putt w tle tworzy złudzenie głębi przestrzennej. Powyżej obrazu widnieje dekoracja rzeźbiarska dłuta Pietra Pacilli, przedstawiająca grupę aniołów lecących z krzyżem. Na dwóch ścianach bocznych apsydy widnieją dwie marmurowe płaskorzeźby: Maryje przy grobie (po lewej) i Noli me tangere (po prawej stronie). Są one dziełem Francesco Gesuellego, a umieszczone zostały w 1757 roku. Kopułę apsydy zdobi fresk Chrystus nauczający tłumy pędzla Aureliana Milaniego. Ołtarz główny flankują kaplice: Krucyfiksu (po prawej) i Relikwii (po lewej stronie).

#### Kaplica Krucyfiksu
Kaplica Krucyfiksu (Cappella del Crocifisso) jest oddzielona od nawy przegrodą. Znajdujący się na jej ołtarzu krucyfiks został wykonany przez nieznanego artystę z kawałka sosnowego drewna, który Kamil de Lellis znalazł podczas pobytu w szpitalu San Giacomo i zabrał ze sobą.

#### Kaplica Relikwii
Kaplica Relikwii (Cappella delle Reliquie) nazwę swa wzięła od szczątków św. Kamila, które były w niej pierwotnie przechowywane. W 1709 roku stała się własnością rodziny markiza Filippa Ossoli. W 1855 roku została przebudowana uzyskując dzisiejszy wygląd. W centrum, pod krzyżem, znajduje się zachowany całun św. Kamila. W witrynie nad ołtarzem umieszczono relikwie dwóch błogosławionych kamilianów: Luigiego Aloisia Tezzy (po prawej) i Enrica Rebuschiniego (po lewej).

#### Zakrystia

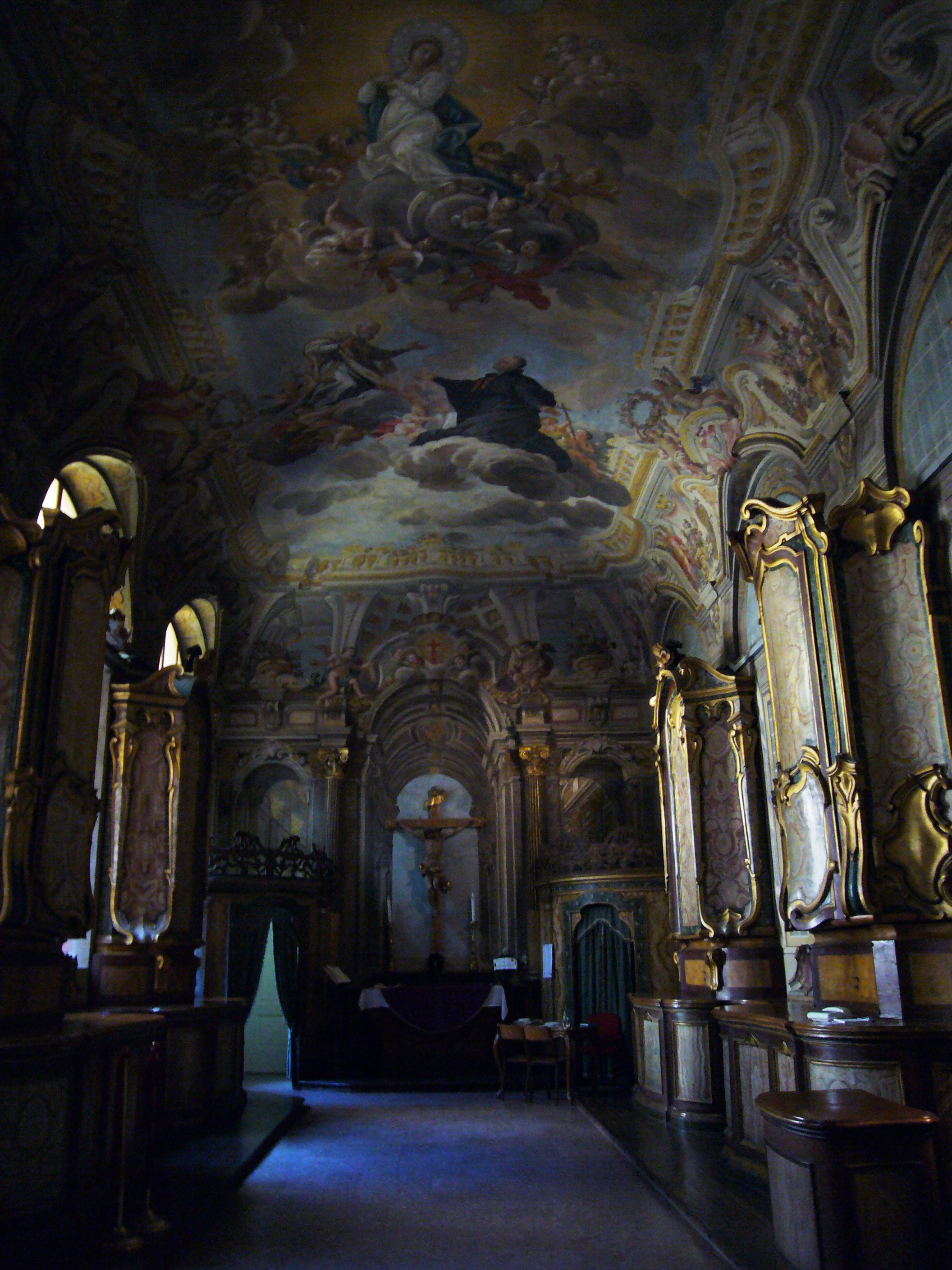
Zakrystia

Zakrystia jest jedynym w swoim rodzaju przykładem stylu przejściowego od baroku do rokoka, który właśnie tu zapoczątkował Gerolamo Pesce. Pierwotnie był to refektarz kamiliańskiego seminarium, który w trakcie procesu kanonizacyjnego Kamila de Lellis (1743–1746) został przebudowany na zakrystię i tę funkcję pełni do dziś. Wcześniej, w latach 1738–1741 wykonano w nim prace dekoratorskie. Wnętrze zostało tak zaprojektowana, aby dać perspektywiczną iluzję głębi. Sklepienie zakrystii pokrył freskiem i temperą w 1739 roku Gerolamo Pesce. Malowidło Św. Kamil w chwale ze św. Filipem Neri przedstawia obu świętych na pierwszym planie, unoszących się w ekstazie ku Najświętszej Marii Pannie, otoczonej gronem aniołów. Obraz jest zamknięty po bokach przez wijącą się balustradę, która nadaje kompozycji wrażenie pędu w górę w kierunku nieograniczonej przestrzeni nieba, rozciągającego się ponad postaciami. Ściany zakrystii pokrywają wybujałe dekoracje malarskie, gzymsy, fałszywe okna na ścianach bocznych, wazony z kwiatowymi dekoracjami i skrzydlate putta. Na ścianie czołowej stoi krzyż kamiliański. Nad wieńczącym go łukiem umieszczone zostały figurki  aniołów. 

#### Kaplica św. Franciszka z Paoli
Pierwsza kaplica (Cappella di San Francesco di Paola) po prawej stronie została poświęcona św. Franciszkowi z Paoli. W jej ołtarzu znajduje się obraz Św. Franciszek z Paoli uzdrawiający dziecko, pędzla Biagio Pucciniego z 1720 roku. 

#### Kaplica Madonna della Salute
Kolejną kaplicę, Capella Madonna della Salute, wzniesiono w 1718 roku według projektu architekta Francesca Ferruzziego. Wizerunek Madonny, znajdujący się pierwotnie w ołtarzu głównym, jest kopią wykonaną przez nieznanego malarza z XVI wieku, która została przekazana do kościoła przez Settimia de Nobili w roku 1614. Nad ołtarzem znajduje się obraz wyobrażający Gołębicę Ducha Świętego, a powyżej, w lunecie kolejny obraz, z 1759 roku, przypisywany Giuseppe Ghezziemu, przedstawiający lecących aniołów, które trzymają koronę i festony.

#### Kaplica św. Kamila
Trzecia kaplica (Cappella di San Camillo de Lellis) poświęcona jest św. Kamilowi. Pierwotnie nosiła wezwanie Wniebowzięcia Najświętszej Maryi Panny, ale odnowiono ją z okazji złożenia w niej szczątków jej obecnego patrona w 1742 roku, kiedy został on beatyfikowany. Pierwszym projektantem kaplicy był Francesco Rosa, a po nim Francesco Nicoletti. Według źródeł historycznych kaplicę ukończono w 1749 roku, kilka lat po kanonizacji świętego, która miała odbyła się 29 czerwca 1746 roku. Obraz ołtarzowy Krzyż objawiający się Kamilowi de Lellis otoczonemu przez anioły namalował około 1749 roku Placido Costanzi. Monumentalna urna zawierająca jego szczątki została zaprojektowana i zbudowana przez współczesnego artystę, Alessandra Romana i umieszczona na ołtarzu 6 lipca 2013 roku.

#### Kaplica św. Mikołaja z Bari
Pierwsza kaplica po lewej stronie (Cappella di San Nicola di Bari) poświęcona została św. Mikołajowi z Bari jako wyraz hołdu, jaki złożył jego dziełu Kamil de Lellis przy okazji swoich święceń. Kaplica została zbudowana z fundacji bankiera genueńskiego, Paola Girolama della Torre, w latach 1694–1696 jako pierwsza z kaplic podczas budowy nowego kościoła. Jej budowę przypisuje się architektowi Mattii de Rossi, a ukończenie Carlowi Bizzaccheri. Do budowy i wystroju kaplicy użyto drogocennych marmurów jak marmur karraryjski, marmur żółty i zielony antyczny. Obraz ołtarzowy, przedstawiający patrona kaplicy namalował w latach 1694–1696 Giovanni Battista Gaulli.

#### Kaplica św. Wawrzyńca Iustiniani
Druga kaplica po lewej stronie (Cappella di San Lorenzo Giustiniani) poświęcona została św. Wawrzyńcowi Iustiniani. Jej budowę rozpoczął w 1694 roku Francesco Giovanni Farsetti. Do dekoracji użyto kilku rodzajów marmuru (marmur czerwony z Cottanello, marmur zielony antyczny) oraz alabastru. Obraz ołtarzowy Św. Wawrzyniecc Iustiniani adorujący Dzieciątko Jezus w otoczeniu Maryi Dziewicy, św. Józefa i aniołów namalował w 1704 roku neapolitański artysta Luca Giordano. W lunecie nad tympanonem znajduje się fresk w stylu Gerolama Pesce, przedstawiający lecące anioły. Wystroju kaplicy dopełniają pomniki nagrobne Francesca Giovanniego Farsettiego (na ścianie lewej) oraz protonotariusza apostolskiego Maffea Farsettiego (na ścianie prawej).

#### Kaplica Najświętszej Marii Panny Wniebowziętej
Trzecia kaplica po lewej stronie (Cappella della Madonna Assunta) została poświęcona Wniebowzięciu Najświętszej Maryi Panny. Jej budowniczym był Francesco Nicoletti. Umieszczony w marmurowej oprawie obraz ołtarzowy Najświętsza Maryja Panna Wniebowzięta namalował w I połowie XVIII wieku Gerolamo Pesce. Jemu również przypisuje się fresk na sklepieniu kaplicy, przedstawiający aniołów.

#### Organy
Chór organowy, umieszczony nad wejściem do kościoła, podzielony na dwa porządki architektoniczne, cechuje bogata, złocona dekoracja rzeźbiarska, którą tworzą dynamiczne, monumentalne posągi aniołów muzykujących wraz z alegorycznymi posągami Nadziei i Miłosierdzia, umieszczonymi na balustradzie oraz Wiary i Religii, flankującymi organy. W falistym tympanonie znajduje się krzyż oraz dwa putta, siedzące po obu jego stronach. Dynamikę i przestrzenność kompozycji oraz poszczególnych detali podkreśla światło, wpadające z okien nawy. Cały wystrój chóru, datowany na rok 1729, przypisywany jest Domenicowi Barbianiemu lub jakiemuś warsztatowi rzymskiemu. Organy są dziełem niemieckiego budowniczego, Hansa Conrada Werle, znanego z działalności w Rzymie i w Lacjum.

#### Pozostałe wyposażenie
Krótkie korytarze między kaplicami bocznymi zamykane są małymi orzechowymi drzwiami, prostymi i eleganckimi, z uchwytami i ozdobami z brązu. Konfesjonały wyrzeźbił w 1762 roku Giuseppe Palma. Na ich bokach umieszczono wyobrażenia św. Marii Magdaleny i św. Kamila, a także niektóre sceny z Nowego Testamentu. Dziełem Giuseppe Palmy były też ławki, które jednak zaginęły. Obecne ławki pochodzą z późniejszego okresu.

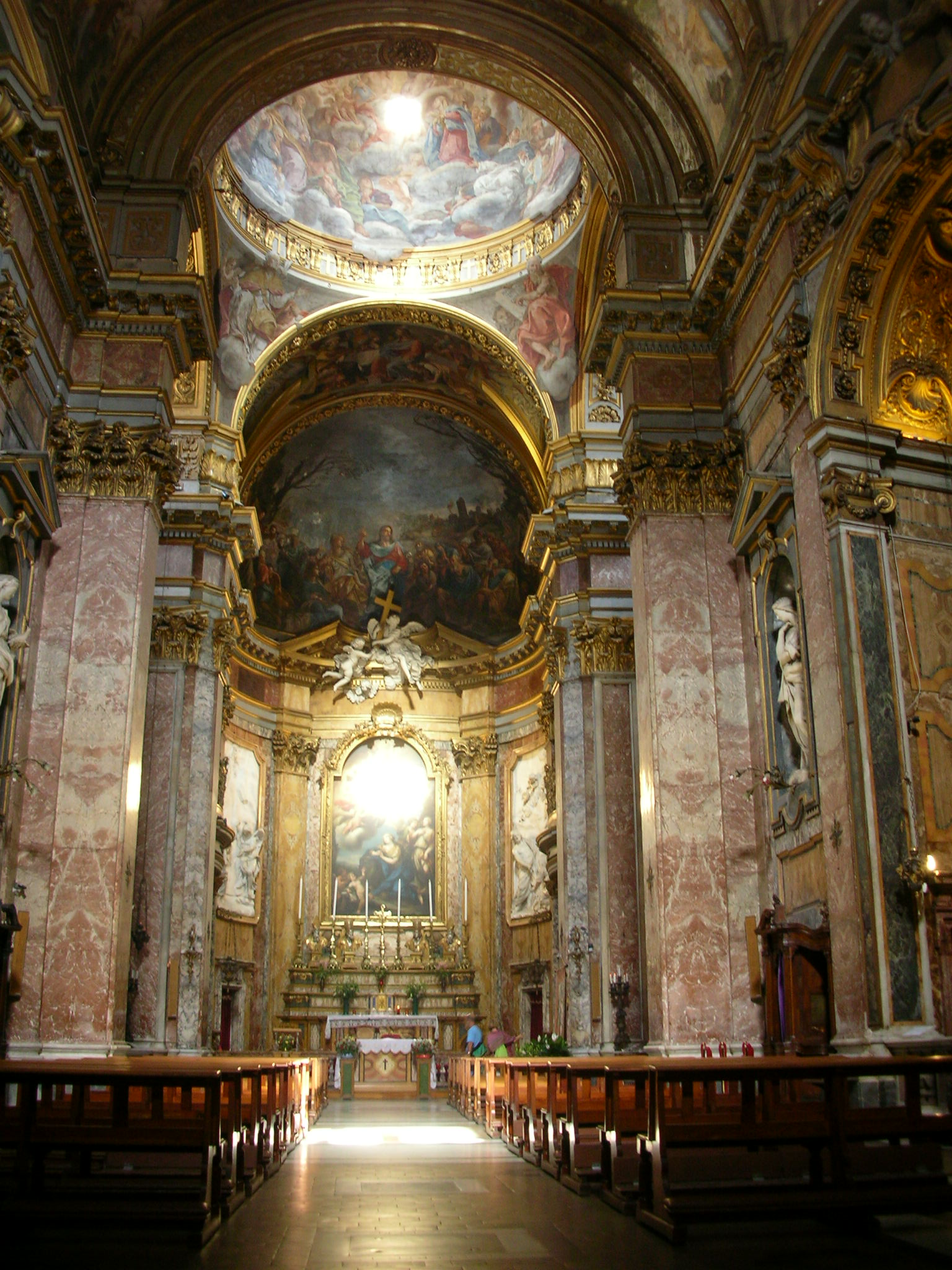
Wnętrze
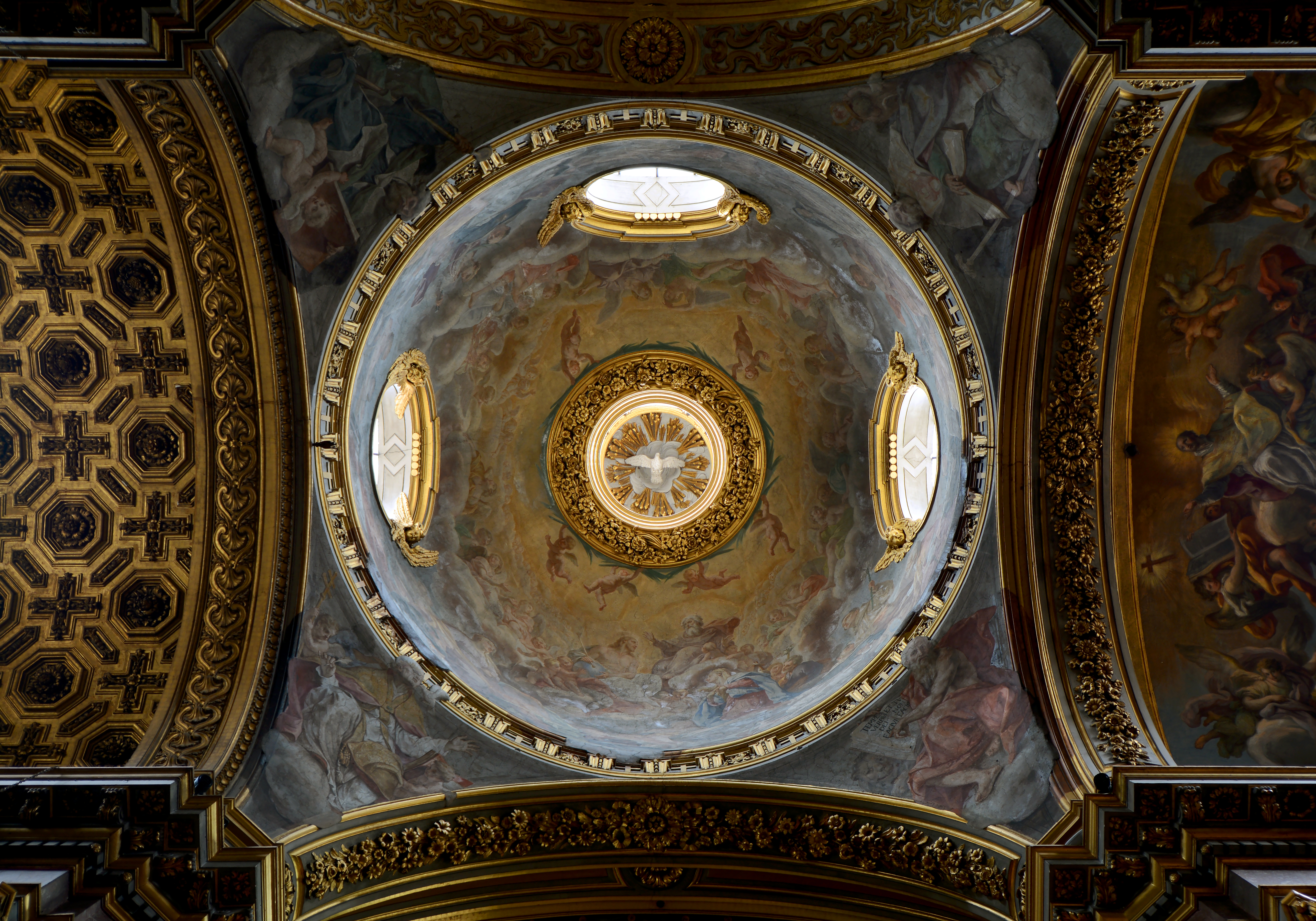
Kopuła
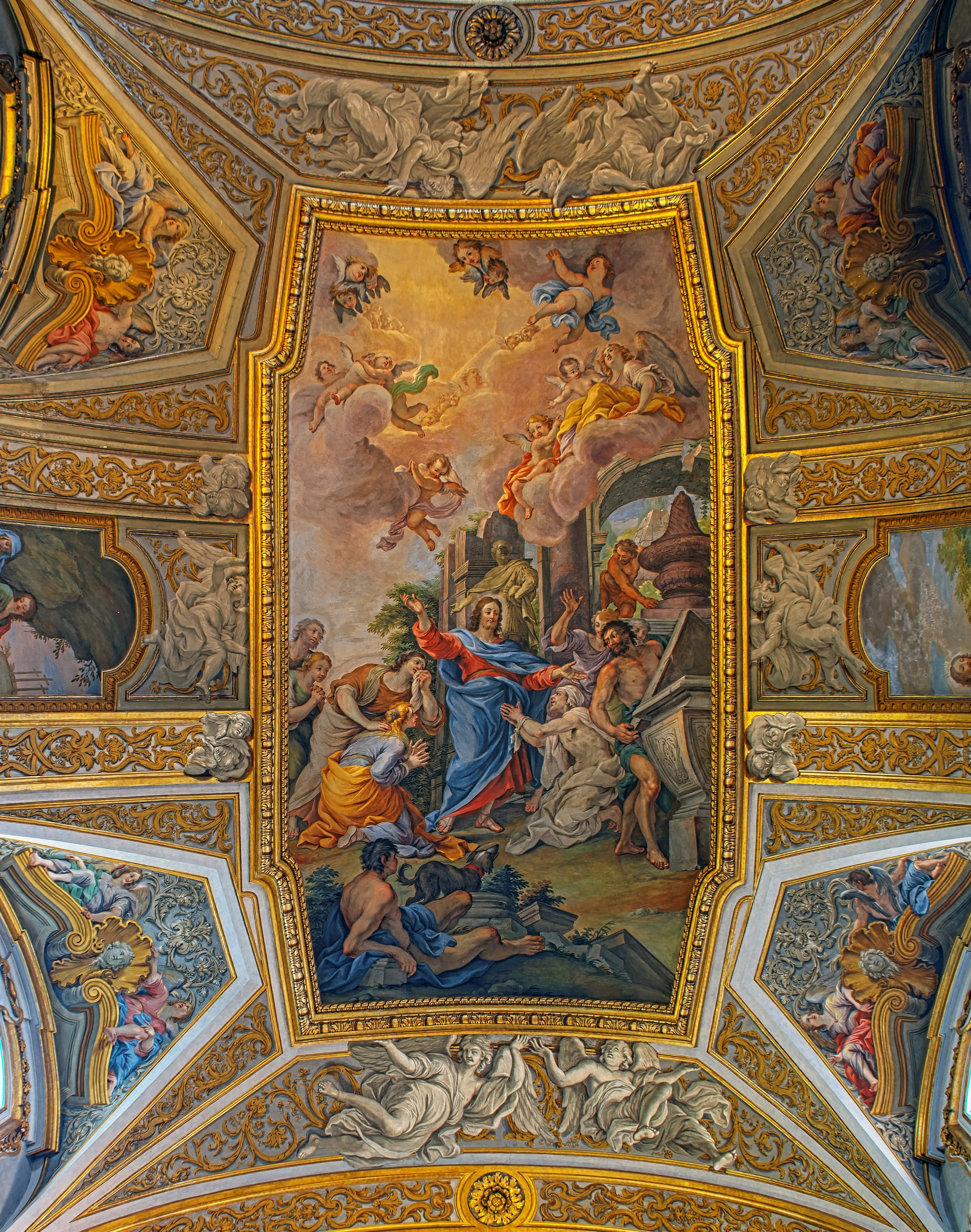
Sklepienie
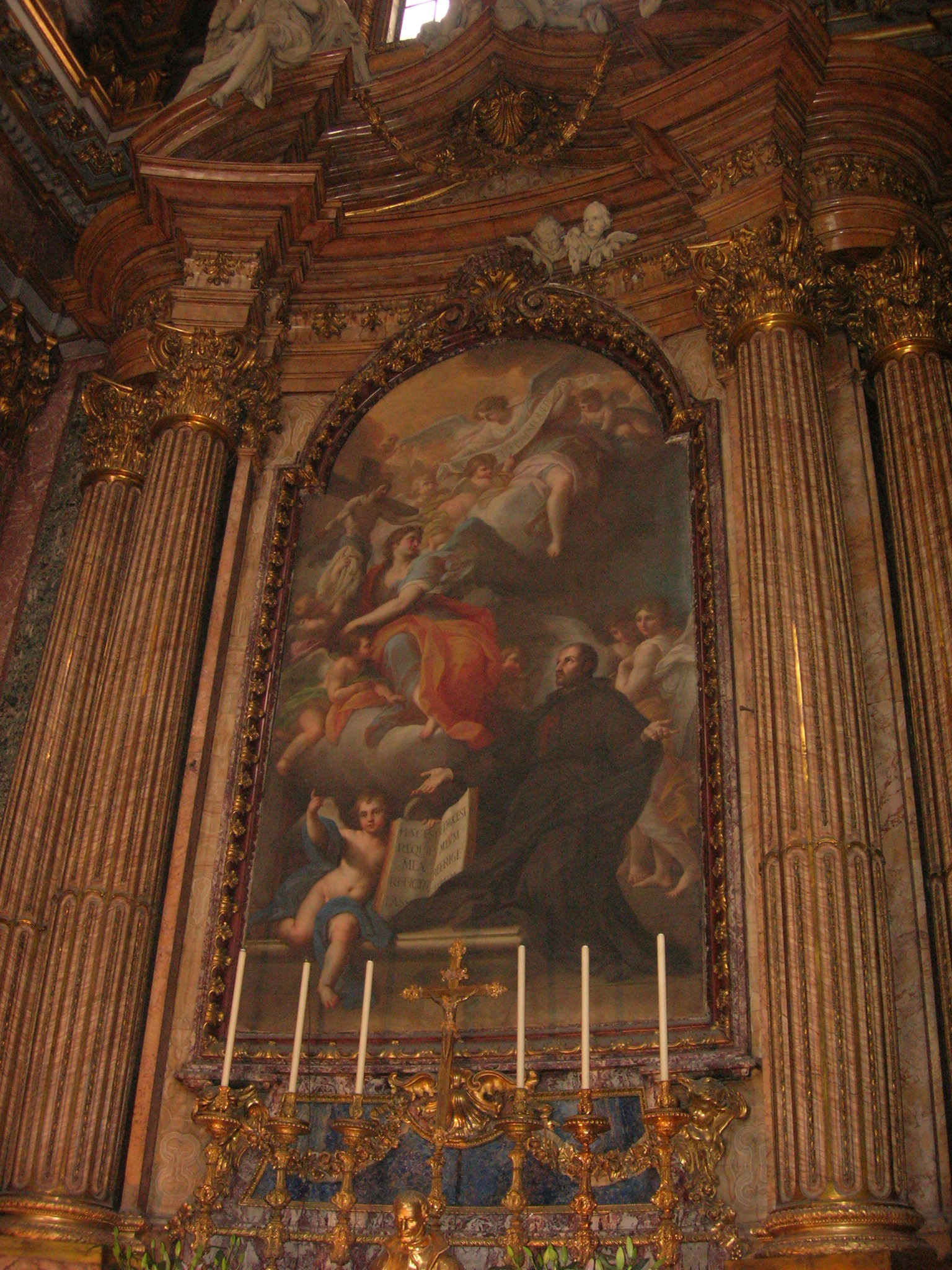
Kaplica św. Kamila
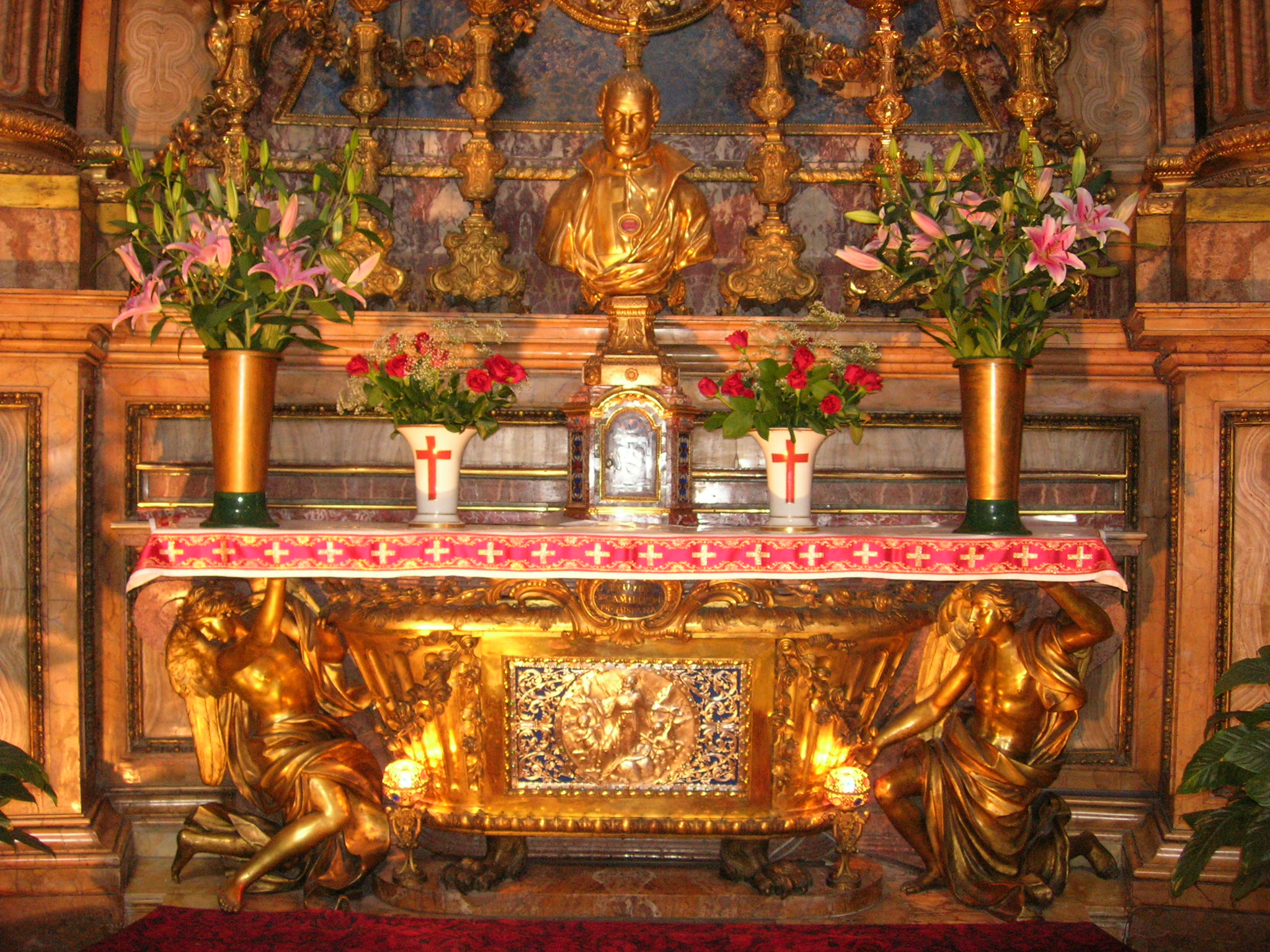
Relikwiarz św. Kamila
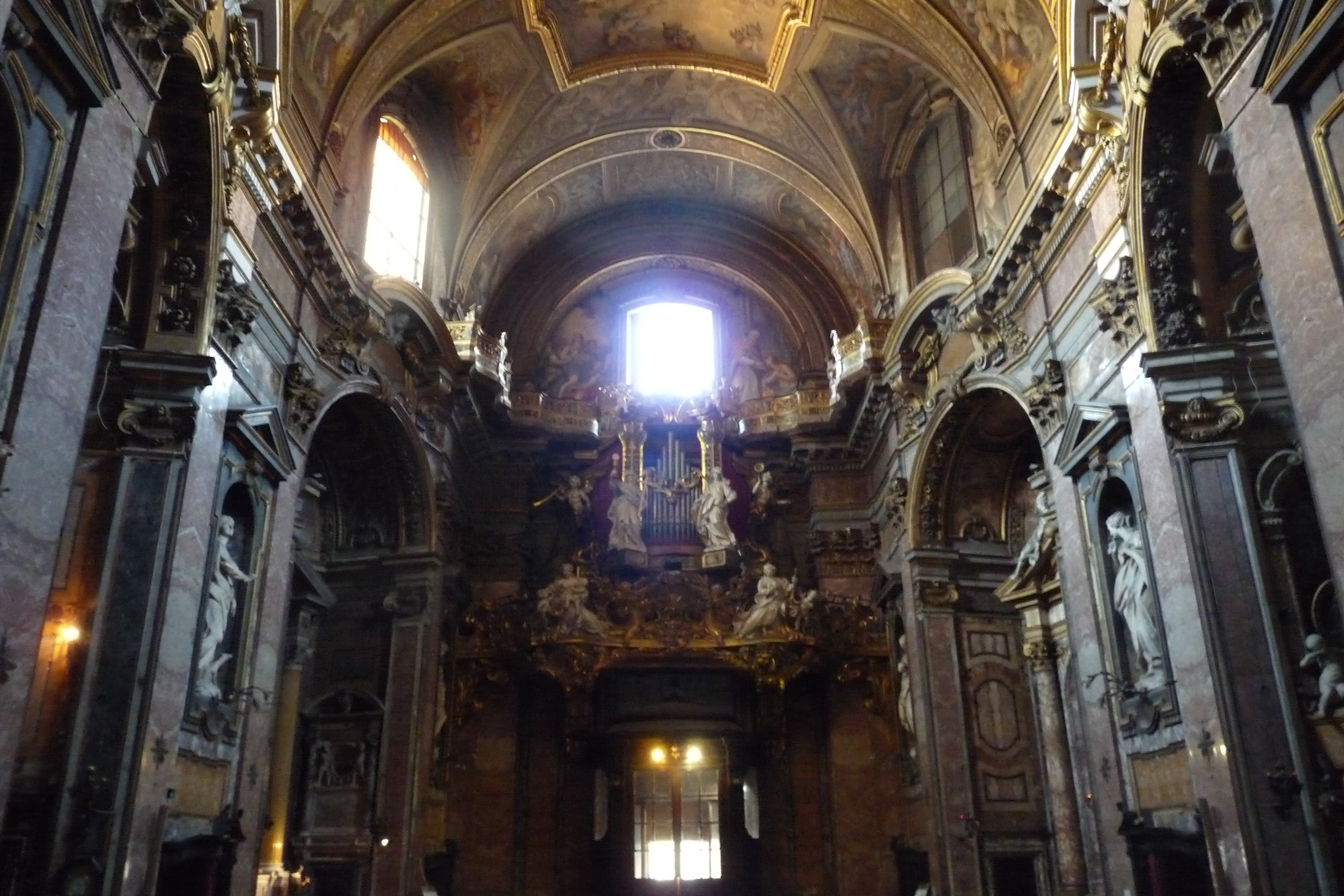
Organy